# Артур Горвіч
Артур Горвіч (англ. Arthur L. Horwich, нар. 1951) — американський біолог, Стерлінгський професор з генетики та педіатрії в Єльському університеті, займається дослідженнями в Медичному університеті Говарда Г'юза  Праці головним чином присвячені цитології.
Здобув науковий ступінь у Браунівському університеті. Займається вивченням фолдингу білка.

## Нагороди та визнання
- 2001: Премія Ганса Нейрата[de]
- 2003: член Національної академії наук США
- 2004: Міжнародна премія Гайрднера[2]
- 2007: Премія Вайлі[en][3]
- 2008: Премія Луїзи Гросс Горвіц
- 2008: Премія Розенстіла[en][4]
- 2011: Премія Альберта Ласкера за фундаментальні медичні дослідження[5]
- 2011: Премія Мессрі[en]
- 2012: Премія Шао
- 2014: почесний доктор Браунівського університету[6]
- 2016: Премія медичного центру Олбані[en]
- 2017: Медаль Вілсона[en]
- 2019: Премія Пауля Ерліха та Людвіга Дармштедтера[en] (спільно з Франц-Ульріх Гартль)[7]
- 2019: Премія Пола Янссена з біомедичних досліджень[en]
- 2020: Премія за прорив у науках про життя[8]